# 蒲原弘幸
蒲原 弘幸（かもはら ひろゆき、1939年4月22日 ‐ ）は、日本の高校野球指導者。佐賀県出身。4校を甲子園大会に導いている。

## 来歴
佐賀県佐賀市（旧川上村）の生まれ。上京後、東京都立田園調布高等学校に進学。早稲田大学では野球部で三塁コーチを務めた。卒業後は河合楽器硬式野球部に所属したが、教員試験合格後、1964年に佐賀県立佐賀商業高等学校の監督に就任。翌年に第47回全国高等学校野球選手権大会出場に導いたが、スパルタ指導が問題視され辞任。その後、千葉県に移り、千葉県立東金商業高等学校では甲子園に導けなかったが、千葉県立千葉商業高等学校では1970年の第42回選抜高等学校野球大会に導いている。1974年に千葉県立印旛高等学校に移り3度の甲子園出場を果たす。特に1981年の第53回選抜高等学校野球大会では準優勝を果たした。1991年、千葉県立柏陵高等学校に赴任し、翌年から監督に就任。定年を迎える1999年に同校を春夏連続で甲子園出場に導いた。甲子園に導いた4校は全て公立高校である。
以後、群馬県の私立高校である樹徳高等学校の監督に就任したが、甲子園には縁がなく、再び公立の千葉県立布佐高等学校（のち千葉県立我孫子東高等学校）に移ったが、甲子園出場は果たせていない。

## 指導した選手
- 菊池総
- 月山栄珠
- 佐藤文男
- 村上眞一
- 山中律俊
- 土橋勝征
- 名洗将之
- 増田政行
- 小川祥志
- 鳥谷部健一